# 임씨전
《임씨전(任氏傳)》은 중국 당대(唐代)의 전기소설(傳奇小說)로 작자는 심기제(沈旣濟)이다.
당 현종 천보연간(天寶年間, 742년 ~ 755년)을 시간배경으로 하는 여자 요괴 임씨(任氏)와 서생 정육(鄭六)의 사랑을 다룬 판타지 소설이다. 

## 작품 내용
여자 요괴인 임씨는 정자(정육)와 함께 하룻밤을 보내게 된다. 다음날 정자는 임씨가 요괴라는 사실을 알게 되지만 그녀를 잊지 못하고 다시 만나기를 고대한다. 10일 후 임씨와 재회한 정자는 위음의 도움을 받아 그녀와 동거한다. 위음은 임씨가 절색이라는 소문을 듣고 욕을 보이려 하지만 곧 잘못을 뉘우치고, 두 사람과 친구가 된다. 정자는 임씨 덕분에 부자가 되지만, 임씨의 불길한 예언을 듣지 않고 함께 길을 떠나다가 눈앞에서 임씨를 잃는다. 이후 정자는 위음에게 임씨의 정체에 대해 털어놓고, 그녀의 죽음을 함께 슬퍼한다.— 임씨 <문화콘텐츠닷컴 (문화원형백과 중국 환타지 문학의 원류를 찾아서), 2003., 한국콘텐츠진흥원>